# Thomas Pill
Thomas Pill (* 21. Juni 1980 in Augsburg) ist ein deutscher Filmregisseur und Filmschauspieler aus dem Bereich des Independentfilms.

## Leben
Mit Anfang 20 sah Genrefan Thomas Pill den Splatterfilm „Premutos – Der gefallene Engel“ an, der ihn mit seinen handgemachten Effekten nachhaltig beeindruckt hat. Einige Jahre später durfte Pill dann bei dem Ittenbach-Film und Crowdfunding-Projekt „Legend of Hell“ als Statist mit dabei sein. Später hatte er einen größeren Auftritt in dessen „Savage Love“, bei dem er auch Schauspieler Dustin Semmelrogge kennen lernte. Diesen konnte er von seinem Drehbuch zu „Das kalte Gericht“ überzeugen, einem als Kurzfilm angelegtes Filmprojekt, für das Semmelrogge anschließend zusagte. Auch Eva Habermann und Giulia Siegel waren mit von der Partie. In den Jahren 2011 bis 2015 wurde dieser mit einer Spiegelreflex-Kamera eher klein gehaltene Film gedreht, ständig um Szenen erweitert und umgeschrieben. Olaf Ittenbach übernahm sogar eine freundschaftliche Gastrolle als Kneipenwirt. Der Vertrieb von Pills Debüt erfolgte im Jahr 2016 über SchröderMedia, allerdings in einer in Deutschland zensierten Fassung. Dazwischen inszenierte Pill den Kurzfilm „Eifersucht“ mit Eva Habermann, Dave Kaufmann und Raphael Stark, der später auf einigen Festivals lief.
Im Jahr 2013 belegte Pill einen Kurs für „Filmemachen und Regie“ an der Münchener Film Akademie und einen Schauspielworkshop an der ISSA in München.
2015 gründete er seine Filmproduktion „Wizzard Movie Entertainment“.
Im Jahr 2016 drehte er zusammen mit Michael Effenberger den vorfinanzierten „Alice – The Darkest Hour.“ Für diesen Film konnte er mit Claude Oliver Rudolf, Sven Martinek, Anouscka Renzi, Eva Mähl und Helmut Krauss wieder renommierte Schauspieler verpflichten. Mit geringen Mitteln und kleinem Budget versucht Pill seine Projekte voran zu treiben und umzusetzen.
Im Jahr 2018 drehte Thomas Pill den Shpielfilm „Stories of the Dead“ wieder mit Eva Habermann und Giulia Siegel sowie Ralf Richter, Florian Simbeck und Alfonso Losa.
Sein langwieriges Projekt ist das 2014 angefangene, lange auf Eis gelegte und in der Independentszene nicht unumstrittene Filmprojekt „Grimms Kinder“, alternativ unter dem Titel „Boten des Todes“ bekannt, ein Episoden-Horrorfilm, dessen zweite Produktionsphase im Jahr 2020 / 21 fortgesetzt wurde.
Pill lebt und arbeitet in Augsburg. Er ist Vater eines Kindes, dessen Taufpate sein Freund Regisseur Michael Effenberger (La Isla) ist.

## Filmografie (Auswahl)

### Spielfilme (Regie)
- 2015: Das Kalte Gericht
- 2016: Leben, zusammen mit Helmut Brandl
- 2018: Alice – The Darkest Hour, zusammen mit Michael Effenberger
- 2019: Stories of the Dead – Die Farm

### Kurzfilme (Regie)
- 2013: Der Samariter, zusammen mit Marcel Becker
- 2013: Eifersucht
- 2014: Parallelen
- 2019: Der Rabe
- 2020: Letzte Worte

### Als Schauspieler und Statist
- 2011: Matzeder, Regie: Günther, Helmut & Monika Brandl
- 2011: Hot Dreams, Regie: Günter & Helmut Brandl
- 2012: Legend of Hell, Regie: Olaf Ittenbach
- 2012: Eifersucht, Regie: Thomas Pill
- 2012: Savage Love, Regie: Olaf Ittenbach
- 2013: Und sie kehrten niemals wieder, Regie: Günter, Helmut & Monika Brandl
- 2013: Mask of Fear, Regie: Rolf Höhne
- 2013: Jamira (Kurzfilm), Regie: Ayden Antanyos, Andreea Boyer
- 2014: The Seeds of Discord, Regie: Günter, Helmut & Monika Brandl
- 2014: Omnia, Regie: Günter, Helmut & Monika Brandl
- 2014: La Petite Mort 2; Regie: Marcel Walz
- 2014: Moor-Monster!, Regie: Günter, Helmut & Monika Brandl
- 2015: Nature, Regie: Timo Rose
- 2015: The Curse of Dr. Wolffenstein, Regie. Marc Rohnstock
- 2015: 5 Seasons; Regie: Olaf Ittenbach
- 2016: Leben, Regie: Helmut Brandl & Thomas Pill
- 2016: Bittersweet Revenge, Regie: David Lunch
- 2016: Das Kalte Gericht, Regie Thomas Pill
- 2016: Unholy Ground, Regie: Günter Brandl
- 2017: Alice - The Darkest Hour, Regie: Michael Effenberger & Thomas Pill
- 2017: Moor-Monster 2, Regie: Günter, Helmut & Monika Brandl
- 2018: The Run, Regie: Julius Buchenberger
- 2019: Stories of the Dead, Regie: Thomas Pill
- 2020: Talk To Me Sweet Darling, Regie: Günther Brandl
- 2023: Memoria, Regie Günther Brandl